# Geraldine James
Geraldine James OBE (* 6. Juli 1950 in Maidenhead, Berkshire; eigentlich Geraldine Thomas) ist eine britische Schauspielerin. Neben ihrer Theaterarbeit trat sie seit Mitte der 1970er Jahre in über 100 Film- und Fernsehrollen in Erscheinung, überwiegend Dramen. Für den Spielfilm Eine unwürdige Frau (1989) gewann sie gemeinsam mit Peggy Ashcroft den Darstellerpreis der Internationalen Filmfestspiele von Venedig.

## Leben

### Kindheit und Ausbildung
Geraldine James wurde als Geraldine Thomas geboren und wuchs in ihrem Geburtsort Maidenhead, unweit von London, mit einem Bruder und einer Schwester auf. Ihr Vater Gerald Thomas war ein erfolgreicher Kardiologe, ihre Mutter Annabella James (Geburtsname: Doogan) war irischer Abstammung und litt unter einer Alkoholkrankheit. Ihre Eltern starben im Jahr 1987. Ihre Kindheit beschrieb James rückblickend als lieblos. Der Vater verhielt sich ihr gegenüber reserviert und ihre Eltern trennten sich, als sie vierzehn Jahre alt war. James hat die Alkoholkrankheit ihrer Mutter in verschiedenen Interviews thematisiert und wurde später Schirmherrin der Organisation National Association for Children of Alcoholics (NACOA).
Ihr Vater schickte James nach Downe House, ein exklusives Internat in Berkshire. Als Schülerin wirkte sie in verschiedenen Shakespeare-Aufführungen mit. Im letzten Schuljahr besuchte James mit ihrer Klasse Stratford-upon-Avon, wo sie sich von Trevor Nunns König-Lear-Inszenierung mit Eric Porter in der Titelrolle beeindruckt zeigte. Ebenfalls durch das Shakespeare-Stück Was ihr wollt mit Vanessa Redgrave (1964) und viele besuchte Theateraufführungen mit Janet Suzman wurde sie inspiriert, den Schauspielberuf zu ergreifen. Gegen den Willen ihres Vaters, mit dem sie sich erst sehr viel später versöhnen sollte, zog James im Alter von achtzehn Jahren nach London, wo sie eine Schauspielausbildung am dortigen Drama Centre absolvierte. Die Kosten dafür verdiente sie sich mit Gelegenheitsarbeiten wie als Sängerin in einer Band oder als Barkeeperin. Kurzzeitig arbeitete James auch als Garderobiere bei der Royal Shakespeare Company.

### Theaterarbeit und Film- und Fernsehrollen
Nach ihrer Schauspielausbildung gelangte James eigenen Angaben zufolge leicht an viele Rollen. Nach vier Jahren im englischen Repertoiretheater in Chester, Exeter und Coventry (1972–1975) folgten ab Mitte der 1970er Jahre erste kleinere Rollen in Fernsehserien und Filmen. Für ihre Darstellung eines taubstummen Mädchens, das in die Prostitution abdriftet (Dummy, 1977), gewann James eine erste Nominierung für den British Academy Television Award. Einem weltweiten Kinopublikum wurde sie durch ihre Nebenrolle in Richard Attenboroughs preisgekrönter Filmbiografie Gandhi (1982) bekannt. Größeren Erfolg hatte James 1984 mit der Rolle der Sarah Layton in dem Fernsehmehrteiler Das Juwel der Krone – Ans andere Ufer, die ihr eine weitere Nominierung für den britischen Fernsehpreis einbrachte. In der preisgekrönten Produktion erschien sie neben Peggy Ashcroft, die sie förderte und zu ihrer Mentorin wurde.
Gemeinsam mit Ashcroft erschien James 1989 in Peter Halls Filmdrama Eine unwürdige Frau, was beiden den Darstellerpreis der Filmfestspiele von Venedig einbrachte (der Film wurde in Großbritannien im Rahmen der Fernsehserie Screen One veröffentlicht). 1990 vertraute ihr Hall die Rolle der Portia in seiner Wiederaufnahme von Der Kaufmann von Venedig neben Dustin Hoffman als Shylock an. Für ihr Debüt am New Yorker Broadway gewann sie einen Drama Desk Award und eine Nominierung für den renommierten Tony Award. Im Verlauf ihrer Theaterkarriere spielte James neben klassischen Rollen in Stücken von Shakespeare, Ibsen (Hedda Gabler), Strindberg (Fräulein Julie) oder Tschechow (Der Kirschgarten) auch die Annie Sullivan in William Gibsons The Miracle Worker oder John Osbornes The Entertainer.
Ab den 1990er Jahren übernahm James überwiegend Rollen in britischen Fernsehproduktionen. Zwei weitere Male wurde sie für den British Academy Television Award nominiert – als ältere Prostituierte in der Serie Band of Gold (1995–1997) und als attraktive Ehefrau eines Bankräubers (dargestellt von Pete Postlethwaite) in dem Mehrteiler The Sins (2000).
Im Jahr 2003 erhielt James die Auszeichnung Officer of the Order of the British Empire (OBE). Im Jahr 2009 besetzte Guy Ritchie sie als Mrs. Hudson im Blockbuster Sherlock Holmes. Es folgten Rollen in größeren Produktionen wie Tim Burtons Alice im Wunderland (2010), Ritchies Fortsetzung Sherlock Holmes: Spiel im Schatten und David Finchers Verblendung (beide 2011).
Von 2017 bis 2019 verkörperte sie in der Fernsehserie Anne with an E die Figur der Marilla Cuthbert. Im Historienfilm Downton Abbey (2019) war sie als Queen Mary zu sehen.

### Familie
1986 heiratete Geraldine James ihren langjährigen Lebensgefährten, den britischen Schauspielkollegen und Regisseur Joseph Blatchley. Bereits im Jahr zuvor war ihre gemeinsame Tochter (* 1985) zur Welt gekommen. James lebt mit ihrem Mann in Südlondon.

## Theaterstücke (Auswahl)
- 1978: The Passion of Dracula (Queen’s Theatre, London; Rolle: Dr. Helga Von Zandt)
- 1979: The Merchant of Venice (Coventry; Rolle: Jessica)
- 1981: The White Devil (Oxford Playhouse, Oxford)
- 1987: When I was a Girl, I Used to Scream and Shout (Whitehall Theatre, London)
- 1988: Cymbeline (National Theatre, London; Rolle: Imogen)
- 1989–1990: The Merchant of Venice (Phoenix Theatre, London; 46th Street Theatre, New York City; Rolle: Portia)
- 1992: Death and the Maiden (Duke Of York's Theatre, London)
- 1993: Give Me Your Answer, Do (Hampstead Theatre, London)
- 1993: Hedda Gabler (Manchester Royal Exchange Theatre, Manchester)
- 1993: Lysistrata (Old Vic Theatre, London)
- 1998: Give Me Your Answer, Do (Hampstead Theatre)
- 2001: Faith Healer (Almeida at King's Cross, London; Rolle: Grace)
- 2003: The Cherry Orchard (Oxford Stage Company)
- 2004: Home (Oxford Stage Company)
- 2005: The UN Inspector (National Theatre, Olivier Theatre, London; Rolle: Anna Andreyevna)

## Filmografie (Auswahl)
- 1976: Die Füchse; auch: Deckname Sweeney (The Sweeney, Fernsehserie, Folge 3x10 Pay Off)
- 1977: Dummy (Fernsehfilm)
- 1978: Wings of Ash: Pilot for a Dramatization of the Life of Antonin Artaud (Kurzfilm)
- 1978: Crown Court (Fernsehserie, Folge 7x13 The Song Not the Singer: Part 1)
- 1979: Love Among the Artists (Fernsehserie, 5 Folgen)
- 1979: The Dumb Waiter
- 1979: Blutige Streiche (Bloody Kids)
- 1980: Sweet William
- 1982: Gandhi
- 1984: Das Juwel der Krone – Ans andere Ufer (The Jewel in the Crown, Fernsehserie, 12 Folgen)
- 1985: Blott on the Landscape (Fernsehserie, 6 Folgen)
- 1988: Echoes (Fernsehserie, 4 Folgen)
- 1989: Eine unwürdige Frau (She's Been Away)
- 1989: Das lange Elend (The Tall Guy)
- 1989: Wölfe von Willoby (The Wolves of Willoughby Chase)
- 1991: Teen Agent – Wenn Blicke töten könnten (If Looks Could Kill)
- 1991: Inspektor Morse, Mordkommission Oxford (Inspector Morse, Fernsehserie, 1 Folge)
- 1991: Beltenebros
- 1992: The Bridge
- 1994: Words Upon the Window Pane
- 1994: Land hinter dem Regenbogen (No Worries)
- 1995–1997: Band of Gold (Fernsehserie, 18 Folgen)
- 1996: Moll Flanders
- 1997: Agent Null Null Nix (The Man Who Knew Too Little)
- 2000: Lushins Verteidigung (The Luzhin Defence)
- 2000: Die Wunder des Taliesin Jones (The Testimony of Taliesin Jones)
- 2000: The Sins (Fernsehserie, 7 Folgen)
- 2000: Lover’s Prayer (All Forgotten)
- 2002: Tom & Thomas
- 2002: Der Hund der Baskervilles (The Hound of the Baskervilles)
- 2002: Odour of Chrysanthemums
- 2003: Kalender Girls (Calendar Girls)
- 2003: Mord auf Seite eins (State of Play, Fernsehmehrteiler, 2 Folgen)
- 2004: He Knew He Was Right (Fernsehserie, 4 Folgen)
- 2004: The Fever
- 2004: Little Britain (Fernsehserie, 4 Folgen)
- 2004: Hex (Fernsehserie, 3 Folgen)
- 2005: Der Wachsblumenstrauß (After the Funeral)
- 2006: Jane Hall (Fernsehserie, 5 Folgen)
- 2006: The Amazing Mrs Pritchard (Fernsehserie, 5 Folgen)
- 2007: The Time of Your Life (Fernsehserie, 6 Folgen)
- 2008: The Last Enemy (Fernsehserie, 5 Folgen)
- 2008: Little Britain USA (Fernsehserie, 4 Folgen)
- 2009: Sherlock Holmes
- 2010: Alice im Wunderland (Alice in Wonderland)
- 2010: We Want Sex (Made in Dagenham)
- 2011: Inspector Barnaby (Midsomer Murders, Fernsehserie, Episode 13x08)
- 2011: Arthur
- 2011: Sherlock Holmes: Spiel im Schatten (Sherlock Holmes: A Game of Shadows)
- 2011: Verblendung (The Girl with the Dragon Tattoo)
- 2012: The Farmer’s Wife (Kurzfilm)
- 2012: 13 Steps Down (Miniserie, 2 Episoden)
- 2013: Diana
- 2013–2014: Utopia (Fernsehserie, 8 Folgen)
- 2014: Robot Overlords – Herrschaft der Maschinen (Robot Overlords)
- 2015: 45 Years
- 2015: Black Work (Miniserie, 3 Folgen)
- 2016: Alice im Wunderland: Hinter den Spiegeln (Alice Through the Looking Glass)
- 2016: The Five (Fernsehserie, 10 Folgen)
- 2016: Rogue One: A Star Wars Story
- 2017: Daphne
- 2017: Sergeant Rex – Nicht ohne meinen Hund (Megan Leavey)
- 2017: Beast
- 2017–2019: Anne with an E (Fernsehserie, 27 Episoden)
- 2019: Back to Life (Fernsehserie, 9 Episoden)
- 2019: Downton Abbey
- 2021: Benediction
- 2023: Silo (Fernsehserie, 3 Folgen)
- 2024: This Town (Fernsehserie, Folge 1x01)
- 2025: Dope Girls (Fernsehserie)

## Auszeichnungen
- 1978: Nominierung für den BAFTA TV Award für Dummy (Kategorie: Beste Hauptdarstellerin)
- 1985: Nominierung für den BAFTA TV Award für Das Juwel der Krone – Ans andere Ufer (Beste Hauptdarstellerin)
- 1989: Darstellerpreis der Internationalen Filmfestspiele von Venedig für Eine unwürdige Frau (gemeinsam mit Peggy Ashcroft)
- 1990: Nominierung für den Broadcasting Press Guild Award für Eine unwürdige Frau (Beste Darstellerin)
- 1990: Drama Desk Award für The Merchant of Venice (Beste Theaterdarstellerin)
- 1990: Nominierung für den Tony Award für The Merchant of Venice (Beste Hauptdarstellerin in einem Theaterstück)
- 1996: Nominierung für den BAFTA TV Award für Band of Gold (Beste Hauptdarstellerin)
- 2001: Nominierung für den BAFTA TV Award für The Sins (Beste Hauptdarstellerin)
- 2007: Nominierung für die Goldene Nymphe beim Festival de Télévision de Monte-Carlo für The Amazing Mrs Pritchard (Beste Darstellerin in einem Fernsehmehrteiler)